# Musei civici di Treviso
I Musei civici di Treviso, inaugurati nel 1882 con il nome di Museo Trivigiano da Luigi Bailo, contano oggi tre sedi dislocate all'interno delle mura cittadine, ospitanti le collezioni permanenti e mostre temporanee.

## Storia

### La fondazione: ilMuseo Trivigiano
Il Museo Trivigiano, fondato dall'abate Luigi Bailo nel 1879, fu inizialmente allestito in alcune stanze al pianterreno dell'ex convento dei Carmelitani scalzi (già convento dei Gesuati di San Girolamo) in Borgo Cavour. L'edificio era allora al contempo sede del Liceo ginnasio e della Biblioteca.
In realtà un primo nucleo museale, costituito dalla raccolta di quadri, in prevalenza del XIX secolo, di Margherita Grimaldi Prati, era già stato allestito a partire dal 1851 nella sala del Minor Consiglio, allora sede sella Biblioteca civica, in Piazza dei Signori.
La Pinacoteca, nel tempo arricchita grazie a numerose donazioni (ad esempio quella di Raffaello Emilio Sernagiotto, che nel 1888 oltre a numerosi dipinti, tra gli altri Lorenzo Lotto, Francesco Guardi, Giambattista Tiepolo, donò anche mobili e ceramiche) e a importanti acquisti (in particolare le sette vedute di Medoro Coghetto), entrò dunque a far parte dei Musei Civici.
È probabilmente guardando a questo nucleo preesistente, che il Bailo iniziò anche una collezione di arti applicate che andrà in seguito a costituire la base del Museo della Casa Trevigiana.
Un altro importante impegno del primo curatore fu il salvataggio del patrimonio di affreschi che, a causa dei numerosi cantieri che a fine Ottocento interessarono la città, rischiavano di andare perduti. Il recupero più importante fu sicuramente quello del ciclo delle Storie di Sant'Orsola di Tomaso da Modena dalla chiesa sconsacrata di Santa Margherita, documentato dall'abate stesso attraverso appunti presi a pennello sul retro dei grandi pannelli.

Le condizioni della sede di Borgo Cavour dopo il bombardamento del 1944.

Un'altra sede fu, quindi, dopo la prima guerra mondiale, Palazzo Zuccareda in via Cornarotta.

### La nuova sede diCasa da Noale la ricostruzione
Il nuovo curatore, lo storico dell'arte Luigi Coletti, si fece promotore, a partire dal 1936-38, di un vasto riordino delle collezioni, allestendo in un percorso organico e unitario nei nuovi spazi nel frattempo liberati dal Liceo. A lui si deve anche, con la consulenza di Luigi Sorelli, l'allestimento del Museo della casa trevigiana a Casa da Noal nel 1935.
La solenne riapertura dopo i gravi danni causati dal bombardamento di Treviso avvenne il 15 giugno 1952.
L'anno successivo l'istituto dei Musei Civici fu reso autonomo dalla Biblioteca.
Sotto la direzione dello storico dell'arte Luigi Menegazzi, vi fu un particolare incremento della Galleria d'arte moderna attraverso acquisti e importanti lasciti privati, tra cui il Lattes, quello dell'allora Cassa di Risparmio, il De Lisi Usigli, il Mazzolà, che portarono nelle collezioni opere di Ludovico Pozzoserrato, Tiziano, Gino Rossi, Arturo Martini.

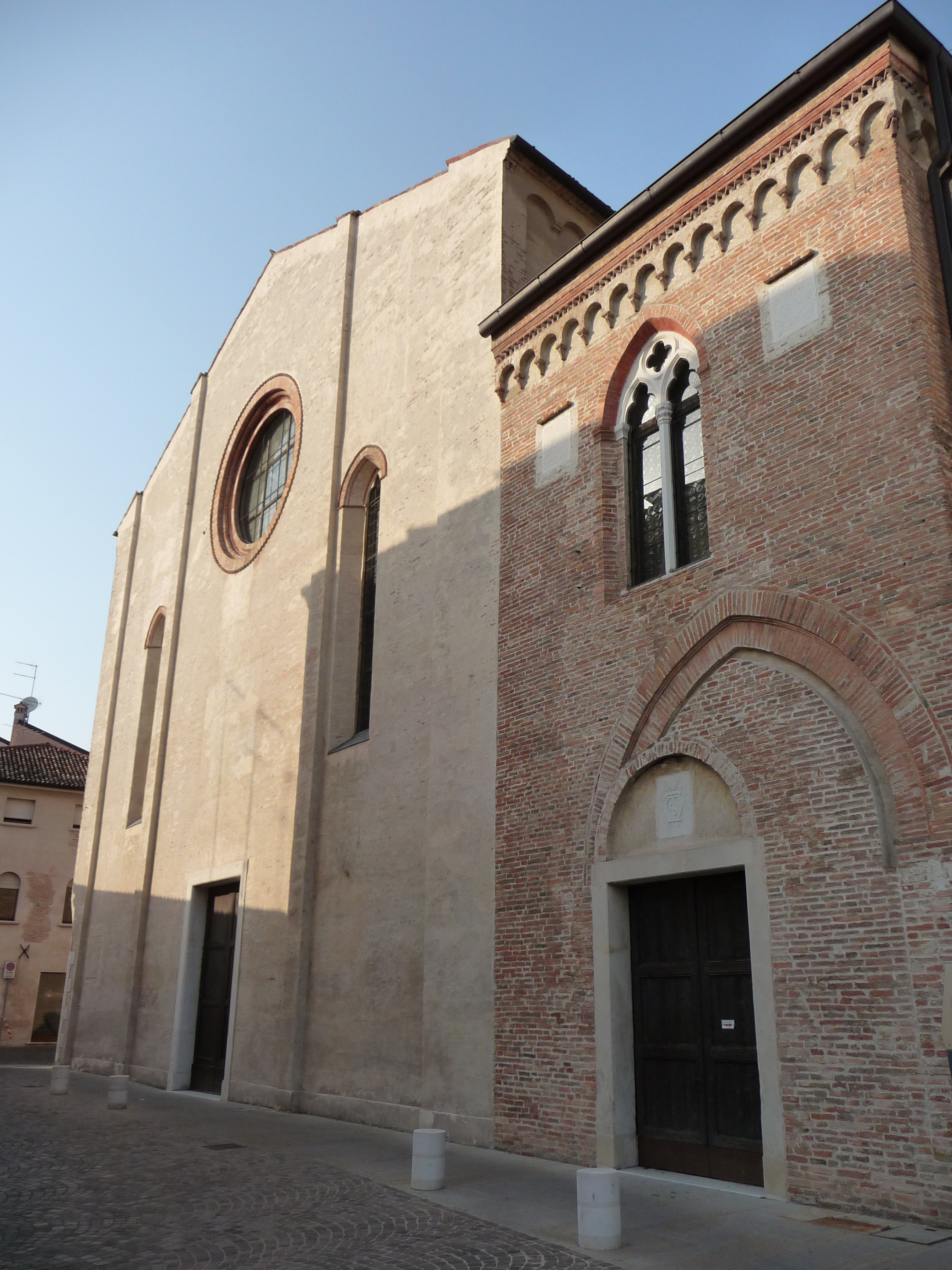
Facciata della chiesa di Santa Caterina

Sotto la direzione di Eugenio Manzato fu integrato, tra l'altro, il nucleo della collezione di grafica pubblicitaria civica, alcuni bozzetti di Giovanni Apollonio, donati ai musei civici nel 1952 dalla vedova, con il deposito statale della notissima raccolta di Nando Salce lasciata allo Stato con il preciso vincolo che rimanesse in città.

### Il complesso di Santa Caterina
Negli anni Settanta, visto il successo della grande mostra su Arturo Martini allestita da Carlo Scarpa nel 1967 all'interno del complesso conventuale già appartenuto ai frati Serviti, l'amministrazione comunale decise di stipulare una convenzione con lo Stato, proprietario dell'immobile, per trasformare in museo tutto il complesso, affidandone il progetto, nel 1974, allo Scarpa stesso. 
Accantonato il progetto dell'architetto veneziano, dopo lunghi ed impegnativi lavori di recupero e restauro, il complesso è diventato a partire dal giugno 2002 la sede principale dei Musei Civici trevigiani.
Dal luglio 2003 la più antica sede di Borgo Cavour fu chiusa a causa di "necessari quanto impegnativi lavori di ristrutturazione".

### Il "nuovo Bailo"
A luglio 2011 il Comune di Treviso annunciò il programma dei lavori di restauro del Museo Bailo: l'intervento riguardava la ristrutturazione del chiostro interno, il consolidamento delle fondamenta, la realizzazione degli impianti e di nuovi spazi espositivi. Al Museo Bailo sarebbe quindi rimasta la galleria comunale d'arte moderna e contemporanea.
A novembre 2011 è terminato il restauro dell'edificio in Via Commenda 3 oggi adibito a deposito del complesso di Santa Caterina.
Il museo civico "Luigi Bailo" è stato riaperto al pubblico il 29 ottobre 2015. La parte ristrutturata e aperta al pubblico, tuttavia, è solo una parte, circa la metà, dell'intero complesso, per la ristrutturazione del quale al momento (2016) mancano ancora i fondi.

### Direttori
- Luigi Bailo (1878 - 1932)
- Luigi Coletti (1932 - )
- Luigi Menegazzi
- Eugenio Manzato ( - 2002)
- Emilio Lippi (2002 - )
- Fabrizio Malachin (in carica)

## Sedi

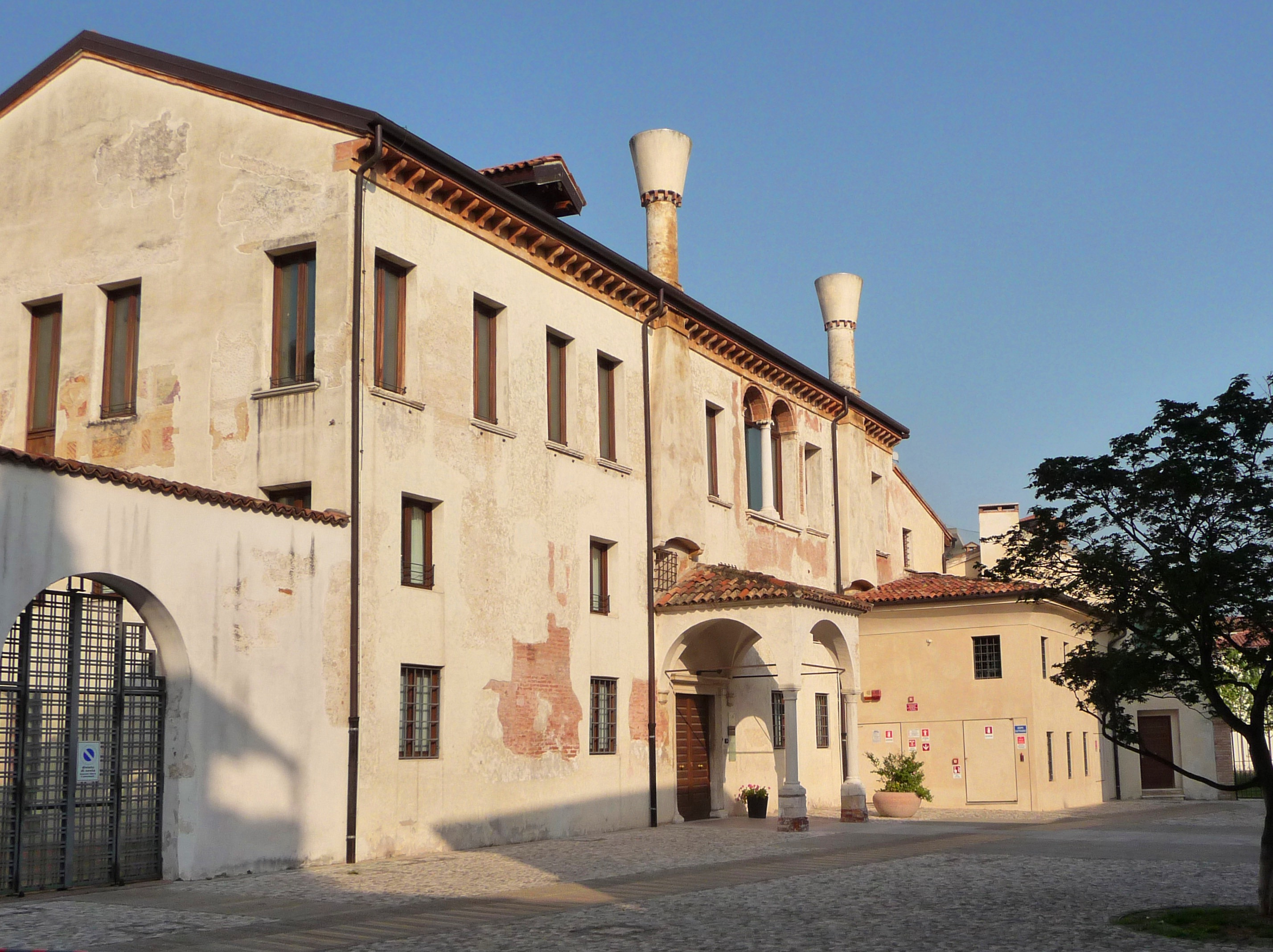
Complesso di Santa Caterina

### Complesso di Santa Caterina
Dal 15 giugno 2002, anche per improcrastinabili lavori di restauro degli spazi della sede storica di Borgo Cavour, i Musei civici hanno trovato nell'ex complesso conventuale di Santa Maria dei Servi di Maria e nell'annessa ex chiesa di Santa Caterina, denominato per brevità Santa Caterina, il nuovo baricentro.
È qui visibile l'allestimento permanente della sezione archeologica e quello provvisorio della galleria d'arte medievale, rinascimentale e moderna. Nella chiesa, oltre ai restituiti affreschi parietali, sono visibili dal luglio 2008, con rinnovata disposizione, i telai con gli affreschi staccati delle Storie di Sant'Orsola di Tommaso da Modena.

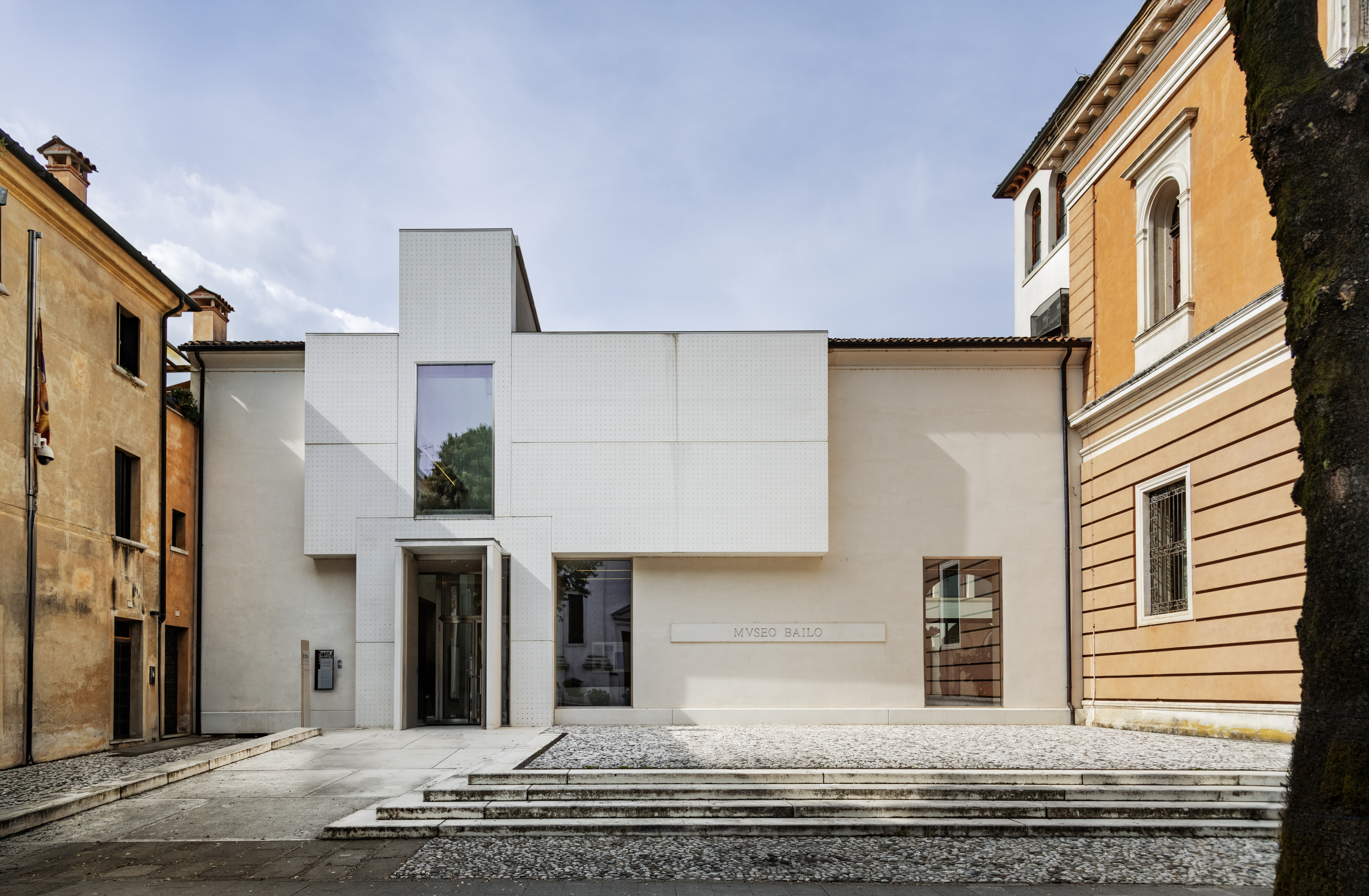
La nuova facciata del Museo Bailo

### Museo Bailo
Gli spazi della sede storica dei Musei civici, intitolata al fondatore e primo conservatore Luigi Bailo, conservano oggi parte della Galleria comunale d'Arte Moderna, in particolare alcune sculture e bozzetti opera di Arturo Martini, tele di Luigi Serena, Guglielmo Ciardi e Gino Rossi.

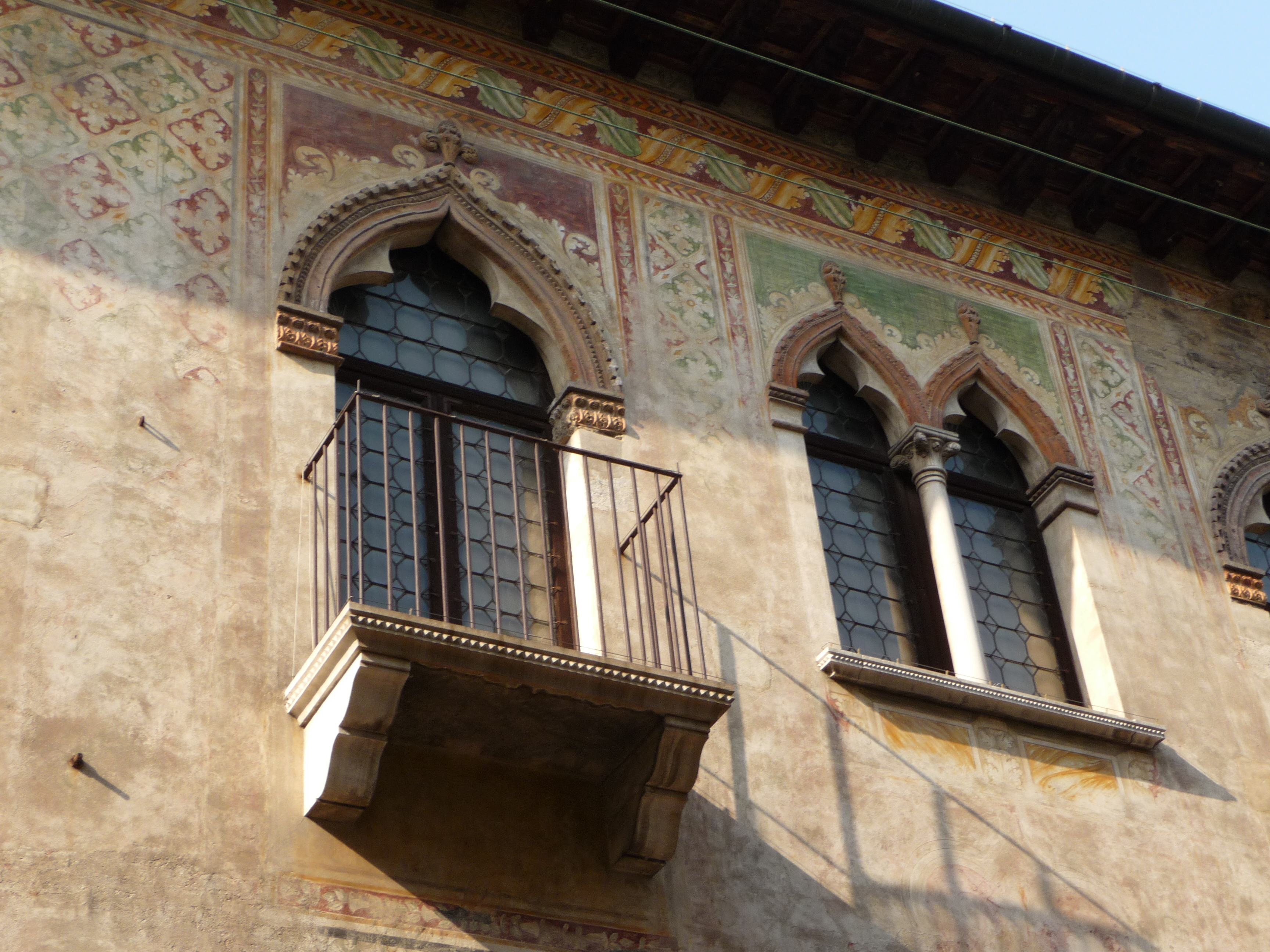
Particolare della facciata di Ca' da Noal.

### Complesso di Ca' da Noal
Il complesso di palazzi medievali di Ca' da Noal, Ca' da Robegan e Casa Karwath, situato in via Antonio Canova, fu acquistato dall'amministrazione comunale nel 1935 per divenire sede del Museo della Casa Trevigiana.
Gravemente danneggiati, insieme a parte delle collezioni di mobili, quadri e oggetti vari che ospitavano, durante i bombardamenti del 1944, i tre palazzi furono in seguito ricostruiti grazie ad un nuovo restauro di Mario Botter, intervenuto già nel 1938.
A partire dagli anni Settanta il complesso è stato riorganizzato, con apparati espositivi progettati da Carlo Scarpa, per ospitare mostre di arte del Novecento: particolarmente importante fu quella dedicata a Gino Rossi nel 1974. Casa da Noal è, inoltre, sede del Lapidario dei Musei Civici.

## Galleria d'immagini

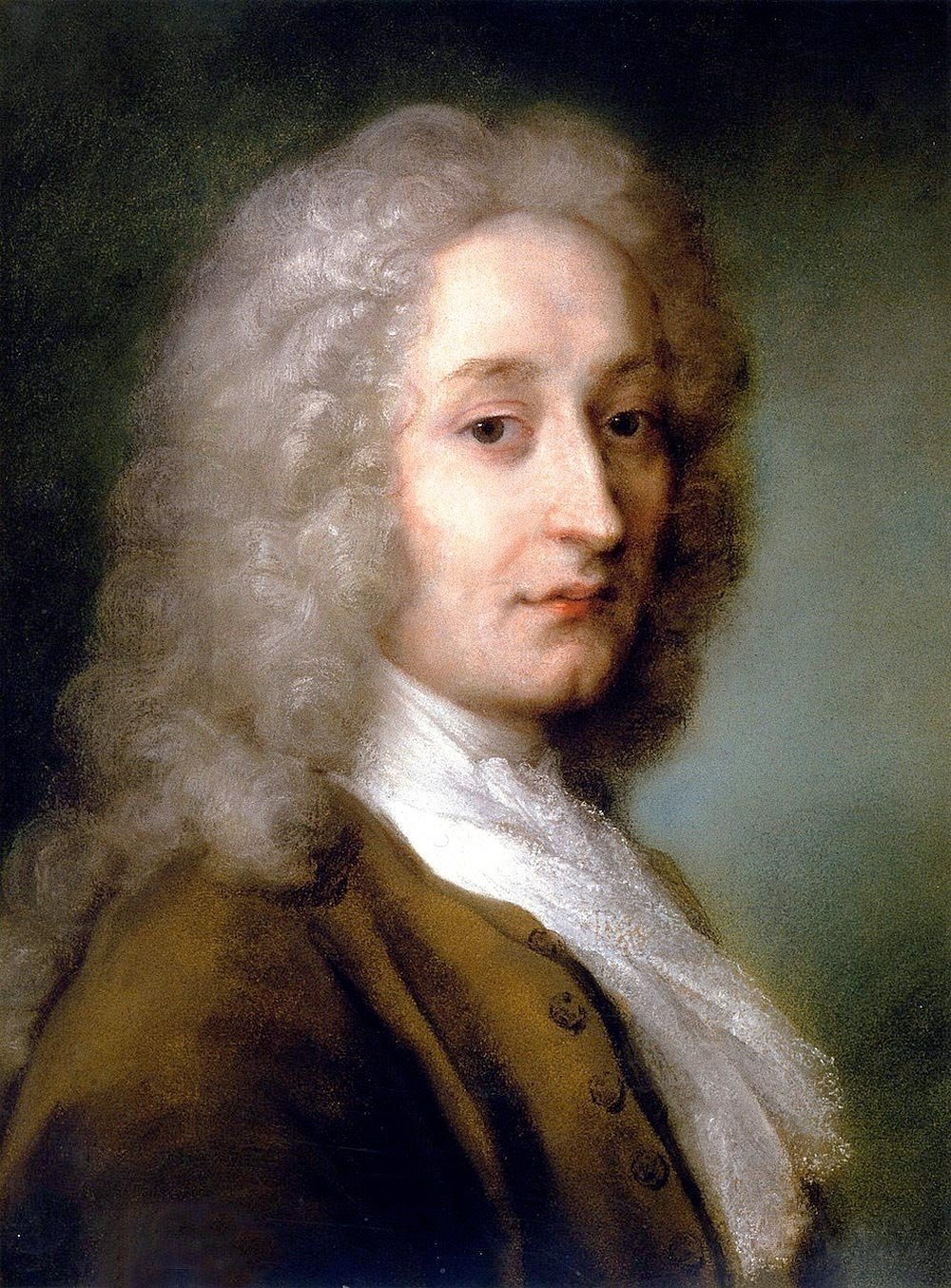
Rosalba Carriera, Antoine Watteau (1721)
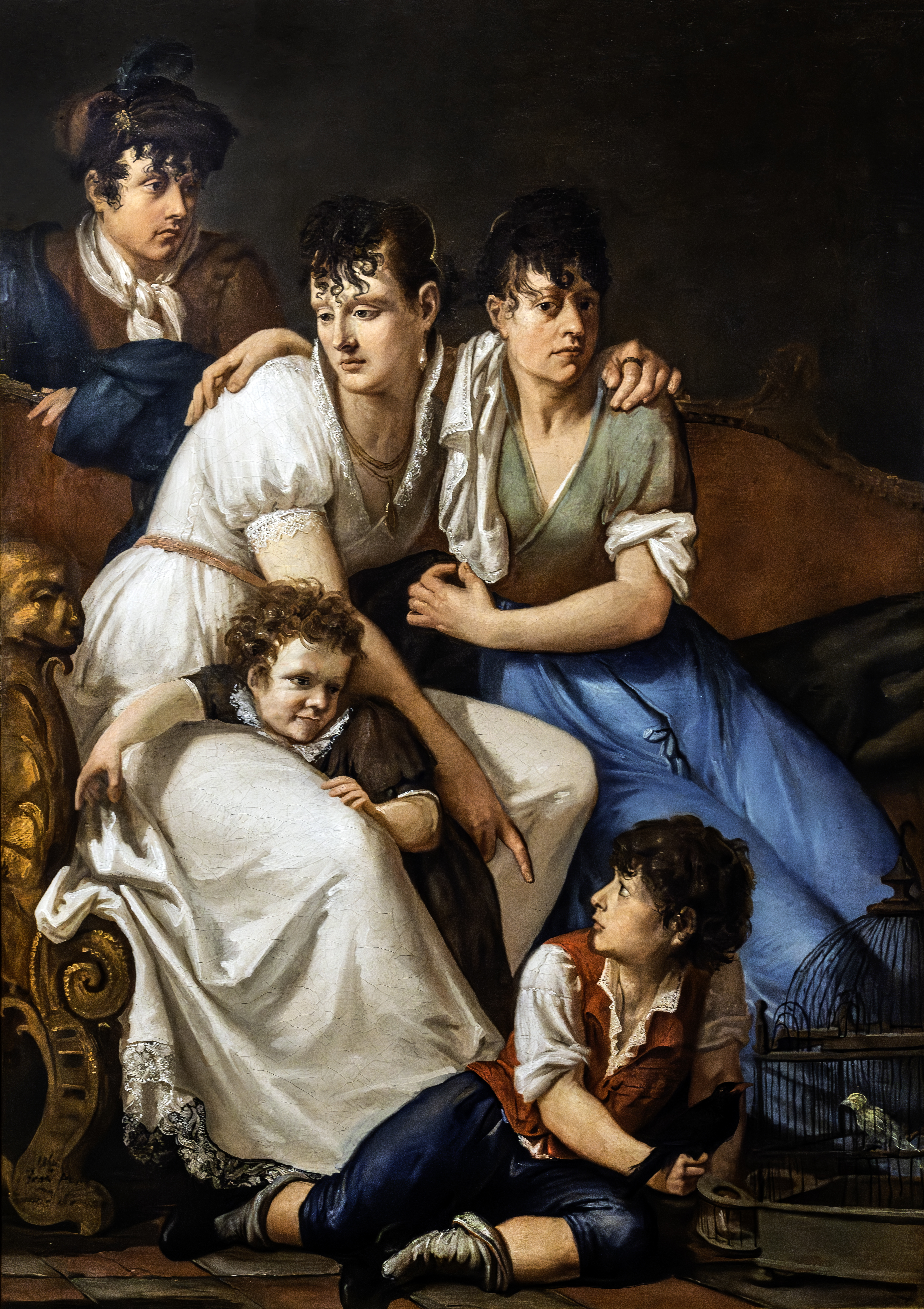
Francesco Hayez, Ritratto di famiglia (1807)
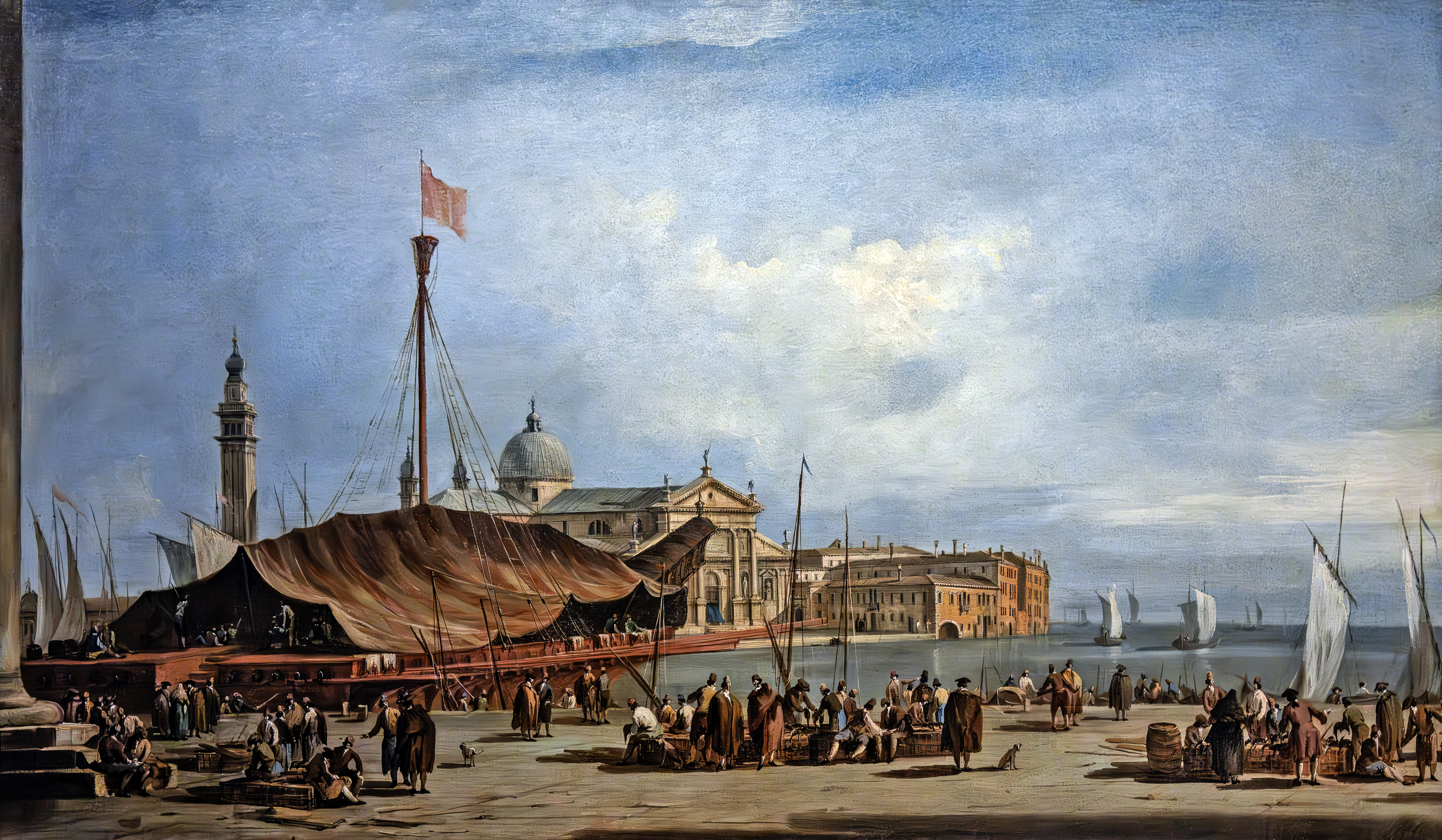
Francesco Guardi, Piazzetta, guardando verso San Giorgio Maggiore (1758)
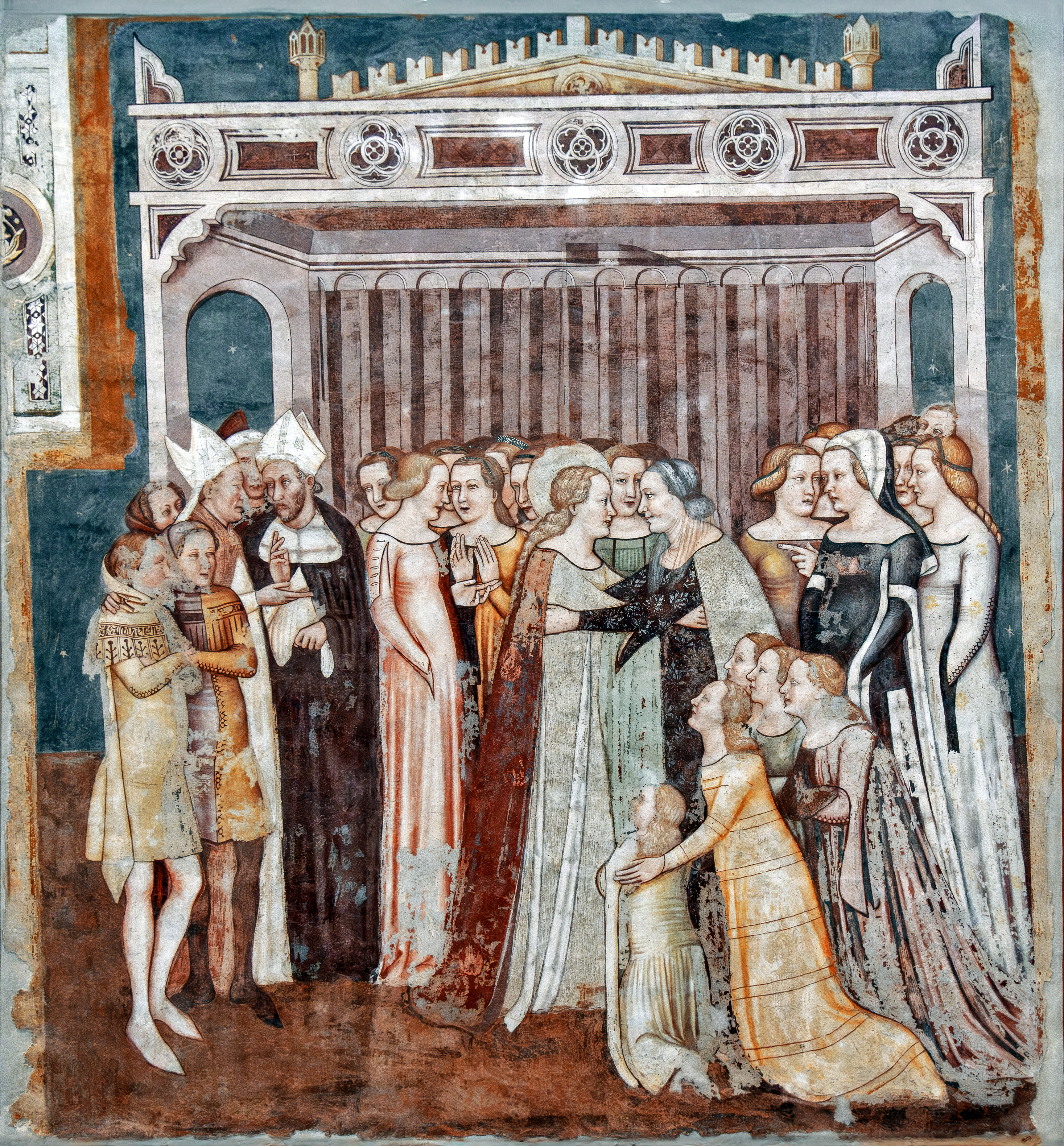
Tomaso da Modena, Congedo di Sant'Orsola dalla madre (1355-1358 circa)